# Le Christ chassant les marchands du Temple (Le Greco, Londres)
Le Christ chassant les marchands du Temple est une peinture à l'huile sur toile réalisée en 1600 par Le Greco, et conservée à la National Gallery de Londres. Il représente l'expulsion des marchands du Temple, épisode de la vie de Jésus de Nazareth relaté dans le Nouveau Testament.

## Thème
L'action se situe quand Jésus vient chasser  les marchands et les changeurs qui opèrent dans l'enceinte du Temple de Jérusalem. L'épisode figure dans les quatre évangiles canoniques du Nouveau Testament.

## Versions
Il existe quatre exemplaires du tableau et une reproduction fidèle à la National Gallery de Londres, récemment considérée comme authentique par les spécialistes du domaine des arts visuels. Deux versions et celle prêtées à Madrid portent le titre  Purification du temple. Celui de la National Gallery de Washington s'intitule Christ Cleansing the Temple (« Christ nettoyant le Temple »). 

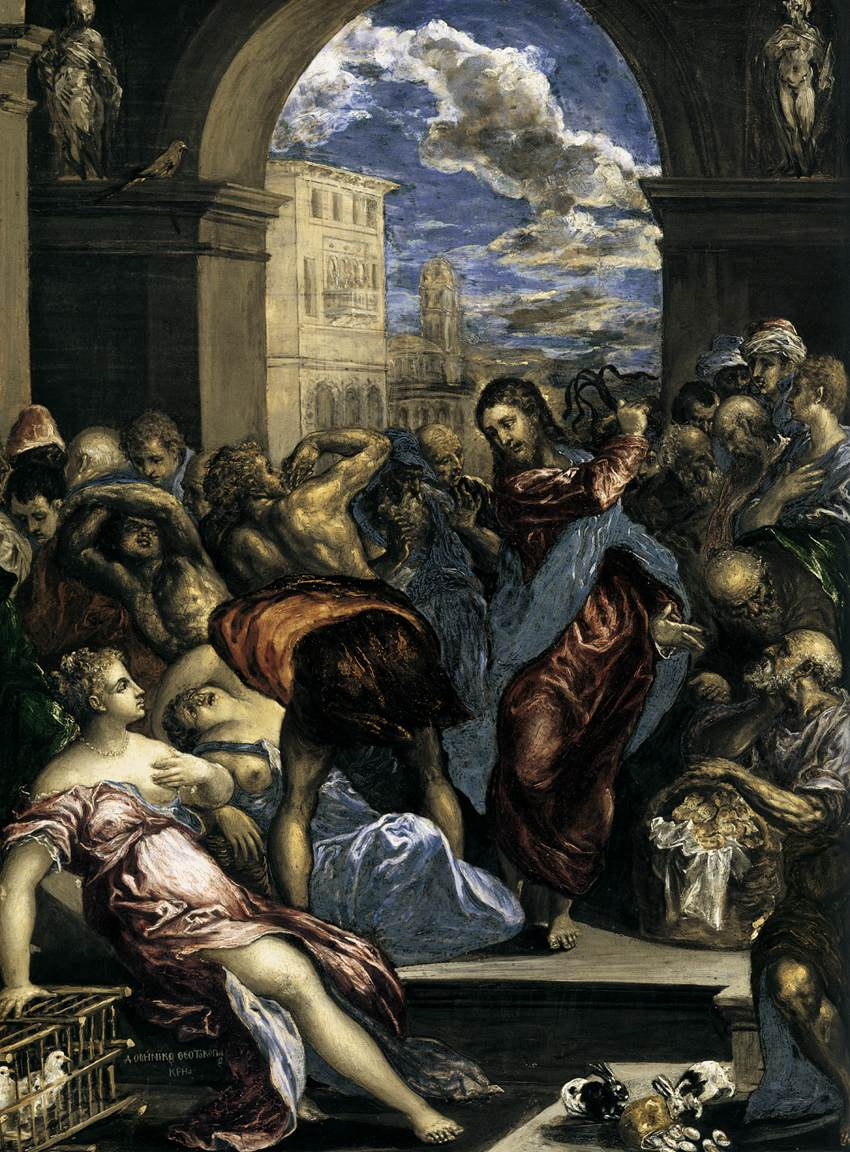
Version de la National Gallery of Art, Washington.
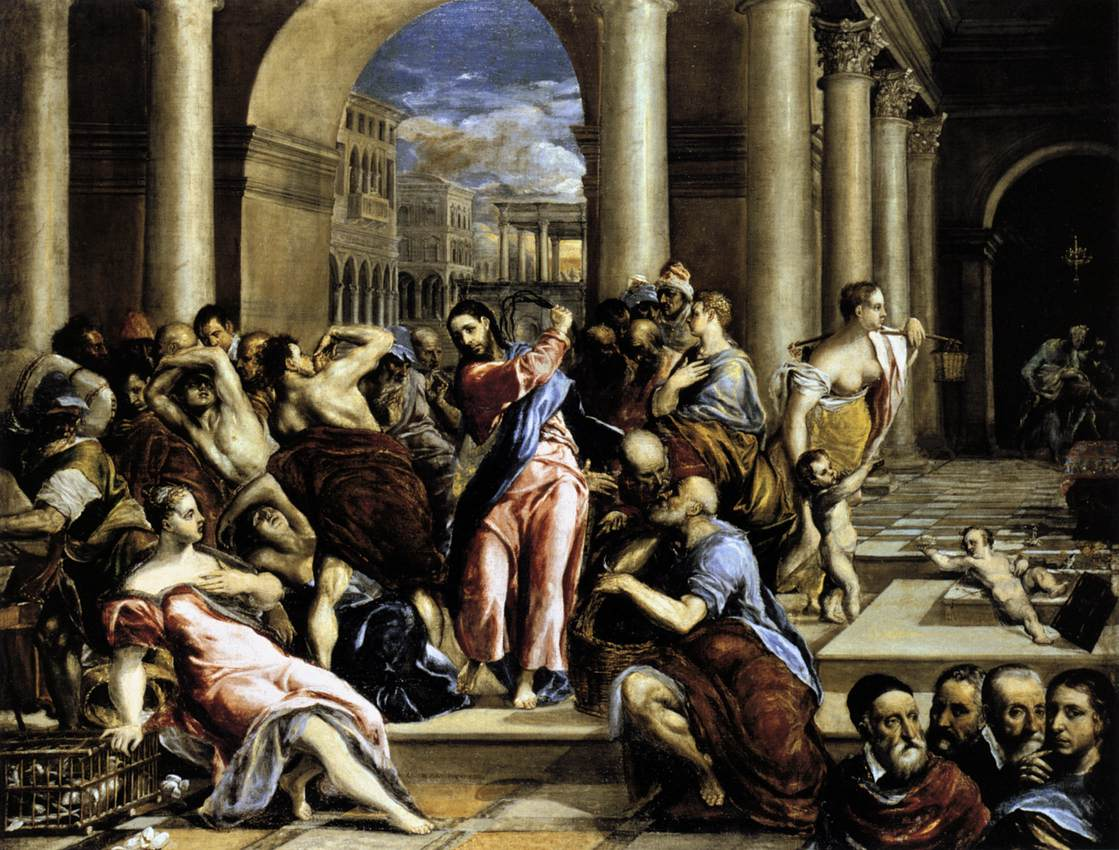
Version de Minneapolis.
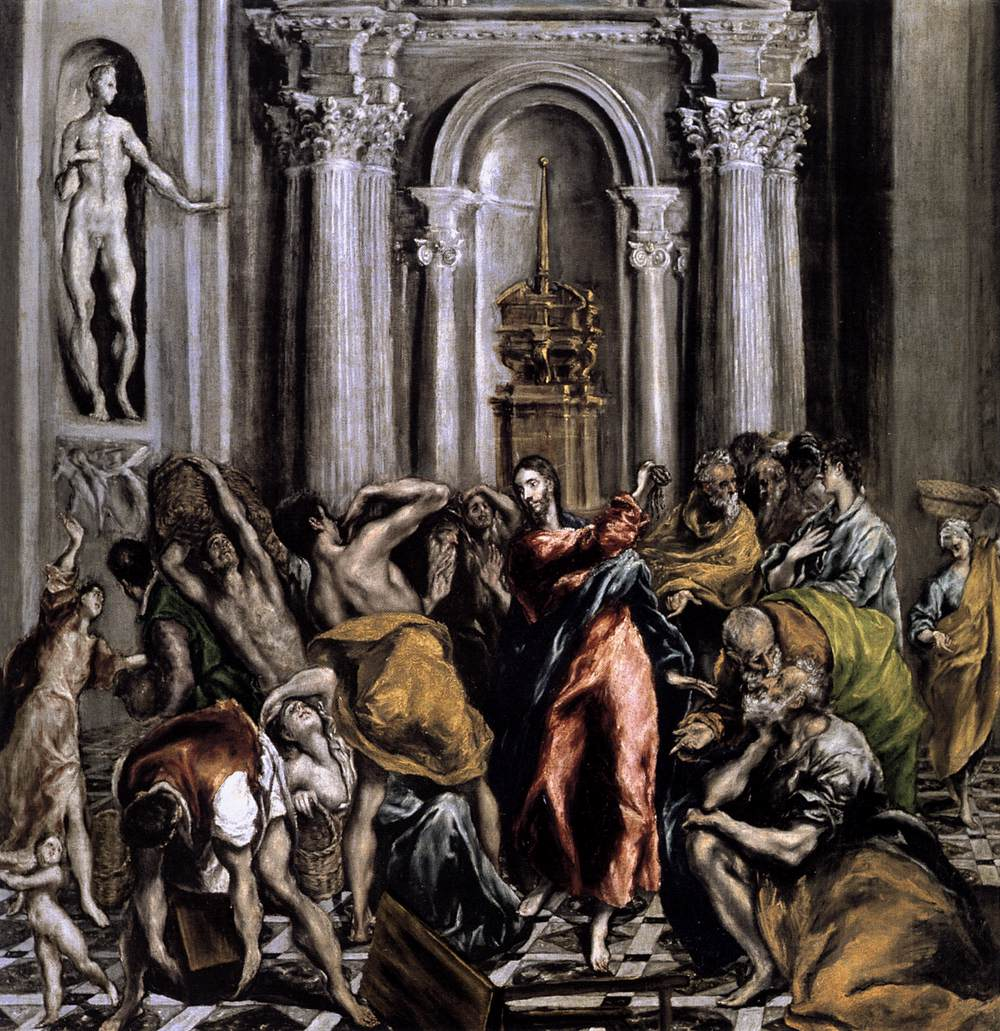
Version de Madrid.